# Tension des mesures
En mathématiques, la tension est un concept de la théorie de la mesure. Intuitivement, une famille de mesures est tendue si elle ne « s'échappe pas vers l'infini ».

## Définitions
Soit (X,T) un espace topologique et soit {\displaystyle \Sigma } une {\displaystyle \sigma }-algèbre sur X qui contient la topologie T. Ainsi, tout ensemble ouvert de X est un ensemble mesurable et {\displaystyle \Sigma } est au moins aussi fine que la tribu borélienne sur X. Soit M une famille de mesures (éventuellement signées ou complexes) définies sur {\displaystyle \Sigma }.
La famille M est dite tendue ou parfois uniformément tendue si, pour tout {\displaystyle \varepsilon >0}, il existe un ensemble compact {\displaystyle K_{\varepsilon }} de X tel que, pour toutes mesures {\displaystyle \mu } de M :
{\displaystyle |\mu |(X\setminus K_{\varepsilon })<\varepsilon }
où {\displaystyle |\mu |} est la mesure de variation totale de {\displaystyle \mu }.  
Dans le cas des mesures de probabilité, la définition s'écrit sous la forme :
{\displaystyle \mu (K_{\varepsilon })>1-\varepsilon .\,}
Dans le cas où la famille M consiste en une seule mesure {\displaystyle \mu }, la mesure est alors appelée mesure tendue ou une mesure intérieurement régulière.

## Exemples

### Espaces compacts
Si X est un espace compact, alors toute famille de mesures (éventuellement complexes) sur X est tendue.

### Espace polonais
Si X est un  espace polonais, alors toute mesure de probabilité sur X est tendue. De plus, par le théorème de Prokhorov, une famille de mesures de probabilité est tendue si et seulement si elle est relativement compacte pour la topologie de la convergence faible des mesures.

### Famille de mesures ponctuelles
Considérons la ligne réelle {\displaystyle \mathbb {R} } munie de la topologie borélienne. Soit {\displaystyle \delta _{x}} la mesure de Dirac ayant une unique masse au point x. La famille 
{\displaystyle M_{1}:=\{\delta _{n}|n\in \mathbb {N} \}}
n'est pas tendue, puisque les sous-ensembles compacts de {\displaystyle \mathbb {R} } sont précisément les ensembles fermés bornés, et ces ensembles ont une masse nulle pour les mesures {\displaystyle \delta _{n}} pour n suffisamment grand.
Cependant, la famille
{\displaystyle M_{2}:=\{\delta _{1/n}|n\in \mathbb {N} \}}
est tendue, en effet, l'intervalle [0,1] est considéré comme {\displaystyle K_{\eta }} pour tout {\displaystyle \eta >0}. En général, une famille de mesures de Dirac sur {\displaystyle \mathbb {R} ^{n}} est tendue si et seulement si la famille de leur support est bornée.

### Famille de mesures gaussiennes
Considérons l'espace euclidien {\displaystyle \mathbb {R} ^{n}} muni de sa tribu borélienne usuelle. Considérons une famille de mesures gaussiennes :
{\displaystyle \Gamma =\{\gamma _{i}|i\in I\},}
où la mesure {\displaystyle \gamma _{i}} sur {\displaystyle \mathbb {R} ^{n}} a pour moyenne {\displaystyle \mu _{i}} et pour variance {\displaystyle \sigma _{i}^{2}}. Alors la famille {\displaystyle \Gamma } est tendue si et seulement si les familles {\displaystyle \{\mu _{i}|i\in I\}\subseteq \mathbb {R} ^{n}} et {\displaystyle \{\sigma _{i}^{2}|i\in I\}\subseteq \mathbb {R} } sont toutes deux bornées.

## Tension et convergence
La tension est souvent un critère nécessaire pour démontrer la convergence faible d'une suite de mesures de probabilité, plus particulièrement quand l'espace des mesures est de dimension infinie. Voir :
- Tension dans l'espace de Skorokhod

## Tension exponentielle
La tension exponentielle est une généralisation de la tension des mesures qui a des applications pour le principe de grandes déviations. Une famille de lois de probabilité {\displaystyle (\mu _{\delta },\delta >0)} sur un espace topologique séparé X est exponentiellement tendue si, pour tout {\displaystyle \eta >0}, il existe un sous-ensemble compact {\displaystyle K_{\eta }} de X tel que 
{\displaystyle \limsup _{\delta \downarrow 0}\delta \log \mu _{\delta }(X\setminus K_{\eta })<-\eta .}